# 日本手話語族
日本手話語族（にほんしゅわごぞく、Japanese Sign Language (JSL) family）は手話の語族である。日本手話、韓国手話、台湾手話が含まれる。これら3種の手話の相互間のコミュニケーションはほとんど難しくない。

## 歴史
京都の学校で1878年（明治11年）に最初に記録され、日本統治時代の台湾や朝鮮にも広がった。

### 台湾手話の歴史
日本統治時代の台湾において、1915年に台南、1917年に台北に聾学校が設立され、日本の聾教師によって日本手話がもたらされた。この期間の台湾手話は日本手話と同じ言語であった。1945年、台湾が中華民国に接収された後も、引き続き日本手話が教えられていた。しかし、中国大陸で話されていたいくつかの手話の影響を受け続け、台湾手話と日本手話には少なからず差異が見られるようになった。現在の台湾手話と日本手話の間では語彙の約60%が共通している。